# Funkdafied
Funkdafied é o álbum de estúdio da rapper Da Brat, lançado em 28 de junho de 1994 pela So So Def Recordings, sob produção de Jermaine Dupri. O álbum alcançou a posição 11 da Billboard 200 e na primeira do R&B/Hip-Hop Albums, vendendo um milhão de cópias no total e tornando Brat a primeira rapper feminina a conseguir platina pela Recording Industry Association of America (RIAA) nos Estados Unidos.

## Faixas
1. "Da Shit Ya Can't Fuc' Wit'" - 2:23
2. "Fa All Y'all (feat. Kandi)" - 3:19
3. "Fire It Up" - 3:30
4. "Funkdafied (feat. Jermaine Dupri)" - 3:05
5. "May da Funk Be Wit' 'Cha (feat. LaTocha Scott)" - 4:13
6. "Ain't No Thang (feat. Y-Tee)" - 3:54
7. "Come and Get Some (feat. Mack Daddy of Kris Kross)" - 3:12
8. "Mind Blowin'" - 4:31
9. "Give It 2 You" - 3:13